# Herrington Hill
Der Herrington Hill ist ein rund 200 m hoher Hügel auf der Ostseite der Lavoisier-Insel im Archipel der Biscoe-Inseln vor der Westküste des westantarktischen Grahamlands. Er ragt etwa 8 km südlich des Benedict Point auf.
Kartiert wurde er während der Falkland Islands and Dependencies Aerial Survey Expedition (1956–1957). Das UK Antarctic Place-Names Committee benannte ihn 1960 nach dem US-amerikanischen Physiologen Lovic P. Herrington (1906–1991), der den Einfluss von Kälte auf den menschlichen Körper untersuchte.